# Oxalis eriocarpa
Oxalis eriocarpa là một loài thực vật có hoa trong họ Chua me đất. Loài này được DC. mô tả khoa học đầu tiên năm 1825.